# Dolor abdominal
El terme mèdic que correspon a la dolor abdominal és abdominàlgia, mentre que l'anomenat col·loquialment «mal d'estómac» en medicina es diu «epigastràlgia». En condicions normals, a l'abdomen només es perceben espontàniament tres sensacions molestes: la que desperta la gana, la de la necessitat urgent de defecar i la causada quan la bufeta està molt plena i cal orinar. L'aparició d'abdominàlgia tant pot ser un símptoma de malestars passatgers com de malalties greus. Fer un diagnòstic definitiu de la causa de la dolor abdominal pot ser difícil perquè moltes malalties cursen amb aquest símptoma. La dolor abdominal és un problema comú que afecta tots els grups etaris, sigui aguda o crònica. La majoria de vegades té una etiologia banal i un curs benigne i/o autolimitat, però les seves causes més serioses poden requerir una intervenció urgent.

## Classificació fisiopatològica
La sensació de dolor abdominal es classifica en tres tipus:
- Visceral. Correspon, per regla general, a fenòmens de distensió i contracció del teixit muscular que forma part de les vísceres abdominals innervades pel sistema nerviós autònom.[7] Acostuma a provocar canvis en l'homeotèrmia del cos, nàusees i sudoració excessiva, ser difusa i no tenir una localització clara.[8]
- Somàtica. Produïda pel sistema nerviós somàtic que innerva el peritoneu visceral. És una resposta davant múltiples processos inflamatoris, infecciosos o tòxics que afecten la cavitat abdominal.
- Referida. Com a resultat de la convergència de fibres nervioses en la medul·la espinal, es percep lluny del seu punt d'origen. Els exemples més comuns d'aquesta mena de dolor són l'escapular resultant d'un còlic biliar o d'una laparoscòpia de la cavitat pelviabdominal,[9] el de la zona inguinal a causa d'un còlic renal i l'omàlgia (dolor a l'espatlla) derivada de la ingesta d'un àpat copiós,[10] una infecció[11] o una hemorràgia que irrita el diafragma.[12]

## Diagnosi diferencial
- Gastrointestinal
  - Malalties inflamatòries: gastroenteritis, apendicitis,[13] gastritis, diverticulitis,[14] malaltia inflamatòria intestinal (malaltia de Crohn,[15] colitis ulcerosa), colitis microscòpica.[16]
  - Obstrucció: hèrnia,[17] invaginació (desplaçament d'una part de l'intestí cap a l'interior de la porció següent),[18] vòlvul intestinal (torsió/rotació d'un segment del budell),[19] quist mesentèric,[20] teniosi,[21] adherències postquirúrgiques,[22] tumors, síndrome de l'artèria mesentèrica superior (síndrome de Wilkie),[23] botulisme,[24] restrenyiment important.[25]
  - Vascular: embolisme, trombosi, hemorràgia, anèmia de cèl·lules falciformes,[26] angina/isquèmia intestinal,[27] compressió dels vasos sanguinis (com la síndrome de la compressió de l'artèria celíaca),[28] síndrome del lligament arcuat mitjà,[29] síndrome de May-Thurner,[30] síndrome de taquicàrdia ortostàtica postural,[31] púrpura de Henoch-Schönlein.[32]
  - Altres: úlcera pèptica,[33] intolerància a la lactosa,[34] celiaquia, al·lèrgia alimentària, reflux gastroesofàgic, gastroparèsia,[35] enteritis induïda per cocaïna,[36] perforació del diverticle de Meckel,[37] síndrome de Rapunzel,[38] dilatació gàstrica aguda.[39]
- Sistema biliar
  - Inflamatori: colecistitis, colangitis.
  - Obstrucció per: colelitiasi, estenosi de l'esfínter ampul·lar d'Oddi,[40] tumors.
- Hepàtic
  - Inflamatori: hepatitis aguda, abscés hepàtic, síndrome de Fitz-Hugh-Curtis.[41]
  - Hemangioma cavernós.[42]
  - Fasciolosi hepàtica aguda.[43]
  - Toxocarosi hepàtica.[44]
- Pancreàtic
  - Inflamatori: ruptura espontània de pseudoquist pancreàtic,[45] pancreatitis.[46]
  - Tumors: càncer de pàncrees.[47]
- Renal i urològic
  - Inflamació: pielonefritis, cistitis.[48]
  - Obstrucció per: nefrolitiasi,[49] càlculs ureterals i vesicals, retenció urinària,[50] tumors.
  - Vascular: compressió de la vena renal esquerra (síndrome del trencanous).[51]
  - Malformació congènita: ectòpia renal,[52] ronyó discoide.[53]
- Ginecològic o obstètric
  - Inflamatori: malaltia inflamatòria pelviana, abscés tubo-ovàric.[54]
  - Mecànica: torsió ovàrica,[55] torsió de la trompa de Fal·lopi.[56]
  - Endocrinològic: menstruació,[57] ovulació dolorosa,[58] síndrome d'hiperestimulació ovàrica.[59]
  - Tumors: endometriosi,[60] liomiomes uterins, quist ovàric, càncer d'ovari, teratoma ovàric.[61]
  - Embaràs: ruptura d'embaràs ectòpic,[62] avortament, abruptio placentiae.[63]
- De paret abdominal
  - esquinç o traumatisme.
  - infecció muscular.[64]
  - síndrome de la costella lliscant.[65]
  - hematoma espontani en la fàscia del múscul recte de l'abdomen.[66]
  - endometrioma.[67]
  - dolor neuropàtica: herpes zòster,[68] neuropatia per malaltia de Lyme,[69] lesió del nervi iliohipogàstric i/o ilioinguinal,[70] mielopatia sifilítica.[71]
- Dolor irradiada
  - del tòrax: pneumònia, infart miocardíac,[72] angina de pit, pericarditis, tamponament cardíac.[73] Altres afeccions toràciques que rares vegades són causa de dolor abdominal: tromboembolisme pulmonar,[74] pneumotòrax, miocarditis, endocarditis,[75] esofagitis, espasme esofàgic,[76] ruptura esofàgica espontània.[77]
  - de la columna vertebral: escoliosi,[78] radiculitis, espondilòlisi,[79] espondilodiscitis infecciosa toràcica,[80] prolapse d'un disc intervertebral.[81]
  - dels òrgans genitals: epididimitis i torsió testicular.[82]
- Alteracions metabòliques
  - urèmia, hipercalcèmia,[83] cetoacidosi diabètica,[84] porfíria,[85] angioedema hereditari per deficiència de l'inhibidor de la C1-esterasa,[86] insuficiència suprarenal aguda, crisis d'hiperparatiroïdisme,[87] intoxicació per plom,[88] enverinament per mossegada de l'aranya vídua negra (latrodectisme),[89] síndrome d'abstinència d'estupefaents o per abús d'alcohol,[90] consum d'opi adulterat.[91]
- Vasos sanguinis
  - dissecció aòrtica,[92] aneurisma d'aorta abdominal.
- Del sistema immunitari
  - sarcoïdosi.[93]
  - vasculitis per IgA.[94]
  - lupus eritematós sistèmic.[95]
  - febre mediterrània familiar.[96]
- Idiopàtic
  - síndrome de l'intestí irritable. Aquesta síndrome és la causa més comuna de dolor abdominal recurrent. Afecta fins un 20 per cent de la població.[97]
- Altres
  - fàrmacs: molts i diversos fàrmacs poden produir com a efecte advers dolor abdominal, com per exemple el metronidazole[98] o alguns antiinflamatoris no esteroidals,[99] especialment si no es respecten les dosis prescrites.
  - bulímia.[100]
  - luxació de maluc.[101]
  - consum excessiu de laxants.[102]
  - hidatidosi quística.[103]
  - febre de Lassa.[104]
  - intoxicació per aconitina.[105]
  - intoxicació per arsènic.[106]
  - intoxicació per sulfat de coure.[107]
  - intoxicació per ciguatoxines.[108]
  - intoxicació per amanitina.[109]
  - intoxicació per molibdofilisina.[110]
  - intoxicació per Digitalis purpurea.[111]
  - intoxicació per colquicina.[112]
  - intoxicació per Archidendron pauciflorum (djenkolisme).[113]
  - peritonitis per perforació de víscera buida, secundària a processos infecciosos (apendicitis, shigel·losi), bacteriana primària,[114] per ruptura de quist ovàric, per la febre mediterrània familiar, etc.
  - limfadenitis mesentèrica.[115]
  - picada de serp.[116]
  - sindrome de Banti's (esplenomegàlia congestiva crònica).[117]
  - sarcoma sinovial.[118]
  - carcinomatosi peritoneal primària o metastàsica.[119]